# Arachniodes webbiana
Arachniodes webbiana är en träjonväxtart. Arachniodes webbiana ingår i släktet Arachniodes och familjen Dryopteridaceae.

## Underarter
Arten delas in i följande underarter:
- A. w. foliosa
- A. w. webbiana